# Иорданско-казахстанские отношения
Иорданско-казахстанские отношения — двусторонние дипломатические отношения между Иорданским Хашимитским Королевством и Республикой Казахстан.

## История
Дипломатические отношения между странами были установлены в феврале 1993 года, когда Казахстан посетила правительственная делегация Иордании во главе с принцем Раадом ибн Зейдом.
Посольство Иордании в Казахстане функционирует с апреля 2007 года. В июле 2007 года было открыто посольство Казахстана в Иордании.
Первый президент Казахстана Нурсултан Назарбаев совершил 2 официальных визита Иорданию (в 2006 и 2009 годах). Король Иордании Абдалла II ибн Хусейн посетил Казахстан семь раз (в 2005, 2007 и 2017 годах с официальными визитами, в 2008 и 2010 годах с частными визитами, в 2014 и 2015 годах с рабочими визитами).
В ноябре 2005 года состоялся первый официальный визит короля Иордании Абдаллы II в Казахстан по приглашению Нурсултана Назарбаева. В ходе официального визита были подписаны двусторонние документы — Соглашение между правительствами Казахстана и Иордании о сотрудничестве в области культуры, Меморандум о побратимстве между столицами двух государств — Астаны и Аммана.
28-30 ноября 2006 года Нурсултан Назарбаев посетил Иорданию с первым официальным визитом. В ходе визита он провёл встречи с королём Абдаллой II, мэром Аммана Омаром аль-Маани, принял участие в церемонии возложения цветов на могилы королей Хусейна I, Абдаллы I и Талала, посетил свободную экономическую зону в порту Акаба и исторические памятники Петры.
Президент Казахстана Касым-Жомарт Токаев совершил официальный визит в Иорданию 18-19 февраля 2025 года.

## Торгово-экономическое сотрудничество
Товарооборот между Казахстаном и Иорданией в 2024 году составил 6,3 млн долларов США (экспорт из Казахстана — 3,7 млн долларов, импорт в Казахстан — 2,6 млн долларов). Валовый приток прямых иностранных инвестиций из Иордании в Казахстан за период с 2005 года по 3 квартал 2024 года составил 15,4 млн долларов США. Валовый отток инвестиций из Казахстана за период с 2005 года по 2023 год составил 4 млн долларов США.

## Культурное сотрудничество
В 2005 году столицы двух стран Астана и Амман стали городами-побратимами. В 2014 году одна из улиц в Астане была названа в честь короля Хусейна бен Талала, а в 2020 году в Аммане появилась улица, названная в честь Абая Кунанбаева.
В сентябре 2008 года в Астане прошли Дни культуры Иордании в Казахстане.
В ноябре 2009 года в Иордании прошли Дни культуры Казахстана, которые открылись в преддверии официального визита первого президента Казахстана Нурсултана Назарбаева в Амман.

## Списки послов

### Послы Казахстана в Иордании
Список Чрезвычайных и Полномочных Послов без учёта послов по совместительству и временных поверенных в делах:
1. Булат Сарсенбаев (2007—октябрь 2014)
2. Азамат Бердыбай (октябрь 2014 — июнь 2019)
3. Айдарбек Туматов (6 июня 2019 — 18 апреля 2024)
4. Талгат Шалданбай (с 4 июня 2024)

### Послы Иордании в Казахстане
Список послов без учёта послов по совместительству и временных поверенных в делах:
1. Слайман Арабиат (2010—2014 — посол, в 2007—2010 годах был временно поверенным в делах)
2. Ахмад Инаб (2015−2018)
3. Юсеф Абдельгани (2019—2023)
4. Хамза Махмуд Аль-Омари (2023 — н. в.)